# هاسنی آلجوفری
هاسنی آلجوفری (انگلیسی: Hasney Aljofree؛ زادهٔ ۱۱ ژوئیهٔ ۱۹۷۸) بازیکن فوتبال اهل بریتانیا است.
از باشگاه‌هایی که در آن بازی کرده است می‌توان به باشگاه فوتبال شفیلد ونزدی، باشگاه فوتبال اولدهام اتلتیک، باشگاه فوتبال سوئیندون تاون، باشگاه فوتبال بولتون واندررز، باشگاه فوتبال داندی یونایتد، باشگاه فوتبال منچستر یونایتد، و باشگاه فوتبال پلیموث آرگیل اشاره کرد.
وی همچنین در تیم ملی فوتبال زیر ۱۸ سال انگلستان بازی کرده است.